# Konzervativní liberalismus
Konzervativní liberalismus, známý též jako pravicový liberalismus, je variantou liberalismu, která spojuje liberální zásady a hodnoty s postoji konzervatismu. V moderním světě je vnímán jako méně radikální a více pozitivistická varianta klasického liberalismu, která se vedle klasického liberalismu a sociálního liberalismu vyděluje v další hlavní liberální směr. Z historického hlediska je konzervativní liberalismus vnímán jako obdoba národního liberalismu a ordoliberalismu.
Na rozdíl od liberálního konzervatismu, který hlavně označuje případy, kdy konzervativci zastávají prvky a hodnoty klasického liberalismu, konzervativní liberalismus odkazuje na případy, kdy klasičtí liberálové, kteří v ekonomice podporují zásadu laissez faire, v etických a společenských otázkách také zastávají některé sociálně konzervativní postoje.

## Politické strany
Konzervativně liberální politické strany jsou obecně z většiny širokospektrální strany, které zahrnují jak politický středopravicový liberalismus, tak konzervativní a tradicionalistickou pravici nebo kombinaci liberálních hodnot a politik s konzervativními pozicemi. Většinou zastávají ekonomický liberalismus a v dalších sociálních a etických otázkách zastávají více tradicionalistické postoje. V Evropě se historicky konzervativně liberální politické strany vyvíjely spíše v těch zemích, kde neexistovala žádná silná sekulární konzervativní strana a kde oddělení církve od státu představovalo menší problém. Tento typ liberalismu se rozvíjel spíše v těch zemích, kde konzervativní strany byly křesťansko-demokratické.